# Варкрафт (фильм)
«Варкрафт» (англ. Warcraft, МФА:[wɔ:krɑːft] — «Искусство войны», «Военное ремесло») — американский приключенческо-фэнтезийный художественный фильм, действие которого происходит во вселенной Warcraft, представленной в одноимённой серии компьютерных игр и книг. Разработчики серии Blizzard Entertainment впервые объявили о создании фильма в 2006 году как о проекте в сотрудничестве со студией Legendary Pictures. Съёмки проходили с января по май 2014 года. Прокат организован компанией Universal Pictures.
Режиссёром фильма выступил Данкан Джонс, он же написал сценарий в соавторстве с Чарльзом Ливиттом и Крисом Метценом. Главные роли исполняют Трэвис Фиммел, Пола Паттон, Бен Фостер, Доминик Купер, Тоби Кеббелл, Бен Шнетцер, Роберт Казински, Клэнси Браун, Рут Негга и Дэниел Ву.
Прокат в США начался 10 июня 2016 года. Хотя в США кассовыми сборами фильм не отличился, во всём мире он смог собрать около 440 млн. $. Прокат во многих странах СНГ стартовал 26 мая 2016 года.

## Сюжет
Под влиянием демонической магии Скверны родной мир орков Дренор умирает. Чтобы спасти свой народ от гибели, вожди всех кланов приводят орков к месту, где орочий чернокнижник Гул’дан собирается открыть портал в пригодный для жизни другой мир, Азерот. Все кланы объединяются возле портала в единую Орду, ведомую Гул’даном. Черпая силу от энергии жизни пленных дренеев, Гул’дан активирует портал на непродолжительное время, которого хватает, чтобы перенести самых сильных воинов орочьей Орды, в числе которых и клан Северного Волка под предводительством Дуротана.
Сразу после прохождения через портал у жены вождя Дуротана Дреки начинаются роды, но орчонок оказывается мертворождённым. Колдун берёт его тело и, используя магию Скверны, вдыхает в него жизненную силу оленя, оказавшегося рядом. Гул’дан призывает орков приветствовать нового воина Орды, и толпа ликует.
Тем временем до главнокомандующего королевства людей и шурина короля Ллейна Ринна лорда Андуина Лотара, который находится с визитом в городе дворфов Стальгорне, доходят известия о таинственных захватчиках — они опустошают близлежащие деревни, а жителей забирают в плен. Желая осмотреть трупы воинов в крепости, он натыкается на молодого мага и бывшего члена Кирин-Тора Кадгара, когда-то отрёкшегося от своей клятвы будущего Хранителя Тирисфаля. Чародей, осматривая одно из тел, внезапно пугается, и умоляет вызвать Хранителя Медива, заверяя лорда Андуина, что тот всё им объяснит. Но вызвать Хранителя не так просто, и Лотар отправляется за помощью к королю Штормграда Ллейну Ринну, который может своей властью призвать Медива.
Взяв королевский перстень, Андуин на своём грифоне летит с Кадгаром в Башню Каражан — обитель Хранителя. По пути выясняется, что ранее Медив по непонятным причинам исчезал на шесть лет. Оставив Кадгара внизу в библиотеке, Лотар поднимается наверх, где находит старого друга у источника магии, конструирующего глиняного голема.
Тем временем Кадгар осматривает библиотеку, но внезапно замечает некую фигуру, которая растворяется в одной из книжных полок, а татуировка на его кисти (знак Кирин-Тора) указывает на старую книгу. Взяв её в руки, он оказывается атакованным осторожным Медивом. Скептически отнесясь к рассказу чародея, Медив соглашается посетить короля. В Штормграде, убедившись в правдивости слов Кадгара, он входит в состав разведывательного отряда, в который также вошли Лотар, его сын Каллан и Кадгар.
Следуя одним из торговых трактов, натыкаясь на разрушенные телеги и разбросанный провиант, они находят следы Скверны. К ужасу Хранителя, его худшие опасения оправдались — орки используют магию Скверны, а Скверна и Свет — противоположны. Отряд заманивают в засаду, подстроенную орками Чернорука Разрушителя, среди которых находится Дуротан. Битва показывает, что орки намного сильнее людей физически. Весь отряд перебили, если бы не магическая помощь Медива и Кадгара. Дуротан между тем убеждается, насколько кровожадны и в то же время уязвимы его собратья, поражённые Скверной.
Желая заполучить пленника для изучения его слабых мест, Лотар организует погоню, в результате которой в плен попадают старый орк и Гарона Полуорчиха, полукровка. До Штормграда доехала только пленница, старого орка убил Андуин. К удивлению всех, Гарона знает человеческий язык, что облегчает общение. Проведя разведку, люди понимают, чего добивается Гул’дан — с помощью энергии жизни пленных хочет снова открыть портал в Дренор, чтобы вызвать оставшуюся там Орду. Тогда у Азерота не будет никаких шансов победить в грядущей войне. Кадгар, изучая найденную им в библиотеке Каражана книгу, находит иллюстрации того самого портала и понимает — Гул’дан привел орков не сам, их вызвал кто-то из мира людей. Желая помочь Хранителю Медиву, он рассказывает о своей находке, но тот советует «не лезть не в своё дело», попутно сжигая все записи и зарисовки, кроме той, на которой изображен человек в капюшоне, открывающий портал с другой стороны.
Тем временем Дуротан понимает, что Скверна, которую использует орк-чернокнижник, стала причиной гибели его родного мира. Решая помешать Гул’дану, он назначает встречу королю Штормграда Ллейну в горном ущелье. Оргрим Молот Рока не согласен с решением Дуротана восстать против Гул’дана, так как со стороны это выглядит предательством своей расы. Во время переговоров между двумя расами на людей и Северных Волков нападает отряд, ведомый Черноруком. Подоспевший Хранитель в последний момент успевает отгородить армию орков от небольшой горстки выживших людей непреодолимым магическим барьером. Но за пределами барьера остаётся Каллан с несколькими воинами, который погибает от руки Чернорука.
Потратив все силы на помощь людям, Хранитель падает без сознания. Его находит Гарона и Кадгар. Старый Мороуз, управляющий чародейским оплотом Медива, помещает пострадавшего в магический источник. Увидев зелёные, уже поражённые Скверной глаза Хранителя, Кадгар решает просить совета у магов Кирин-Тора, лидеры которого находятся в парящем высоко в небе городе магов Даларане, что был пристанищем для всех людей, которые смогли обменяться знаниями с высшими эльфами. Там он спрашивает у старейшин про некую Алоди, которая упоминалась в книге Медива. Антонидас, могущественный лидер магов Кирин-Тора, приводит молодого мага к древнему магическому кубу, о котором знают только Хранитель и совет чародеев. Внезапно куб открывает для Кадгара проход. Пройдя по нему, он находит Алоди, артефакт, созданный матерью Медива, первой Хранительницей — Эгвинной. Она в давние времена создала особую реликвию — Горнило хранителя. Алоди говорит, что Медив более не защищает Азерот, а наоборот, хочет уничтожить. Медив признаётся, что проиграл борьбу со Скверной, и, перейдя окончательно на тёмную сторону, забирает жизнь у кастеляна.
В Штормграде идёт жаркий спор о дальнейшей стратегии в войне против орков, учитывая что на помощь людям не придут ни эльфы Кель-Таласа, ни дворфы Стальгорна, ни даже могущественное Королевство Лордерон. Лотар не верит в победу — ведь как только Гул’дан откроет портал для Орды, битва будет проиграна. Лотар настаивает на том, чтобы бросить все силы и попытаться уничтожить портал, но тогда сердце королевства останется без защиты. Появляется Медив, и после недолгого конфликта с Андуином убеждает короля послать всего лишь три свободных легиона, обещая помощь из Каражана и говоря, что Дуротану удалось расколоть Орду. Лотара же запирают в темнице, считая, что скорбь по погибшему сыну мешает ему рассуждать здраво. Кадгар понимает, что Хранитель не тот, за кого себя выдает, и спешит оповестить об этом Ллейна, но не успевает, и находит одного Лотара. Они решают помешать Медиву и, посредством телепорта, созданного чародеем, переносятся в башню Хранителя. Медив тем временем читает заклинания, активирующие портал. Лотар и Кадгар вступают в бой с Медивом.
В стане орков Чернорук разгадывает планы Дуротана и просит разрешения у Гул’дана вместе с Оргримом уничтожить весь клан Северного Волка. Когда большая часть его членов оказывается убитой, возле шатра Дуротана Оргрим всё же отпускает Дреку, его жену, вместе с новорожденным сыном. Оргрим помогает инсценировать побег Дуротана и мирится с другом, признавая свою ошибку. Молодой вождь, желая оттянуть пришествие Орды и открыть глаза всем остальным оркам на истинную сущность Гул’дана, вызывает последнего на Мак’Гора — священный поединок. Но чернокнижник готовится к ритуалу открытия портала и, дабы не тратить время, вынужден применить магию, высасывая всю жизненную силу Дуротана, что вызывает крайнее недовольство практически у всех орков, испокон веков чтящих традиции, признающих лишь силу и считающих магию приёмом нечестным. Гул’дан тем не менее, для сохранения контроля, запугивает|орков, высасывая одним заклинанием жизни нескольких воинов Орды используя их энергию для осквернения Чернорука. В это время открывается портал; в свою очередь, оставшиеся легионы Штормграда подходят к лагерю орков. Начинается битва.
В Каражане Хранитель меняется до неузнаваемости, постепенно принимая демонический облик. Кадгар заманивает Медива в ловушку, сбросив на него глиняного голема и изгнав демона, но сам чародей оказывается под влиянием Скверны. Перед смертью Медив раскаивается, советуя чародею никогда не сражаться со злом в одиночку, так как это обречено на провал. Он находит в себе силы помочь королю Ллейну в сражении, вместо портала в Дренор ненадолго открыв проход в Штормград и даровав уже поредевшим легионам надежду. Солдаты Штормграда помогают освобождённым крестьянам бежать из заточения через портал.
Несмотря на это, король оказывается в окружении, и видя, что смерть неминуема, просит Гарону убить его, чтобы прославить полукровку в глазах орков. Перед смертью Ллейн берёт с женщины обещание — она сделает всё, чтобы мир между двумя расами когда-нибудь наступил. В отчаянии Гарона исполняет последнюю волю короля. Прилетевший на грифоне на помощь Лотар не понимает поступка полуорчихи и воспринимает это как предательство. Его самого захватывают в плен. Придя в себя, он видит, как убийца его сына — принявший дар Гул’дана вождь Орды Чернорук Разрушитель бросает ему вызов. Лотар ловкостью быстро побеждает того в поединке; отомстив за сына, он хочет забрать тело Ллейна и улететь в Штормград. Гул’дан, видя в нём опасного врага, собирается нарушить законы поединка и убить Лотара, но, опасаясь остаться без поддержки Орды, всё же отпускает. В столице проходят похороны Ллейна Ринна, на которых присутствуют представители всех Восточных королевств Азерота, а также Верховный король. Андуина Лотара выбирают новым лидером Штормграда, и он объявляет о создании Альянса для предстоящей войны с Ордой.
Сына Дуротана и его жены Дреки, которого мать успела спасти, отпустив в колыбели по течению реки, находят люди. Голубоглазый младенец рычит на держащего его человека.

## В ролях
В фильме задействовано свыше 50 актёров, не считая актёров массовки.
Альянс

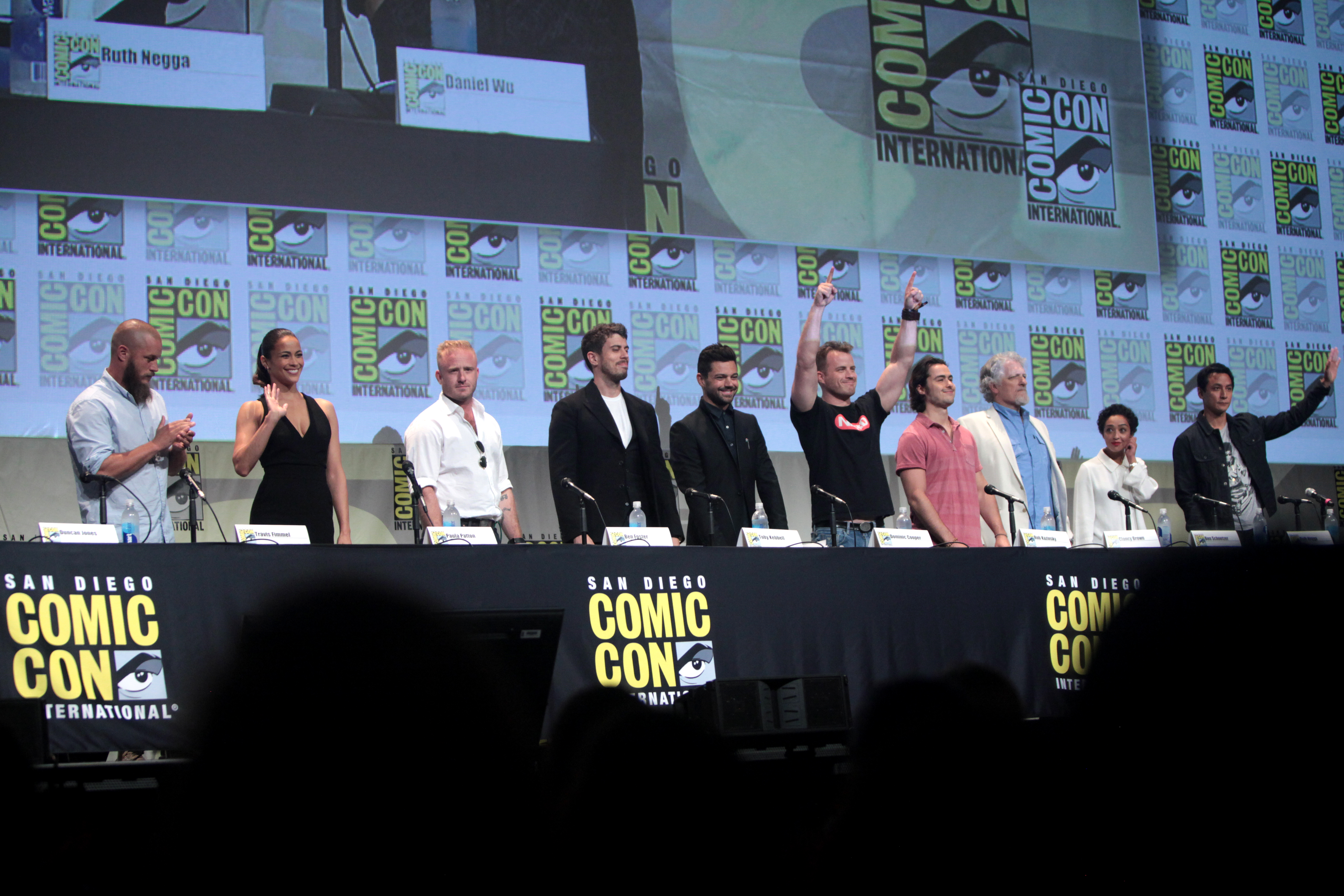
Исполнители главных ролей на фестивале Comic-Con 2015

- Трэвис Фиммел — Андуин Лотар (англ. Anduin Lothar), главный герой со стороны Альянса. Командует войсками Штормграда, близкий друг короля Ллейна[11].
- Бен Фостер — Медив (англ. Medivh), последний из Хранителей Тирисфаля, древней касты защитников, обладающих великой силой для борьбы с демонами[12].
- Доминик Купер — Король Ллейн Ринн (англ. Llane Wrynn), лидер человеческого королевства Штормград и маяк надежды для своего народа во время тьмы[11].
- Бен Шнетцер — Кадгар (англ. Khadgar), талантливый молодой маг, бросивший обучение в Кирин-Торе. Помогает Андуину Лотару[13].
- Рут Негга — Леди Тарья (англ. Lady Taria), сестра Андуина Лотара, королева Штормграда, жена Ллейна и его самый надежный советник. Мать будущего короля Штормграда Вариана Ринна[11].
- Райан Роббинс — Карос (англ. Karos), рыцарь Штормграда, начальник охраны короля.
- Бёркли Даффилд — Каллан (англ. Callan), сын Андуина Лотара.
- Каллум Кит Ренни — Мороуз (англ. Moroes), помощник Медива.
- Майкл Адамтуэйт — Король Магни Бронзобород (англ. King Magni), правитель Стальгорна и друг Андуина Лотара.
- Анна фон Хофт[англ.] — Аломан (англ. Aloman), офицер Штормграда.
- Дилан Шомбинг — Вариан Ринн (англ. Varian Wrynn), сын Ллейна и Тарьи, наследник трона Штормграда.
- Маккензи Грэй — посол Короля Лордерона Теренаса Менетила II (англ. Lordaerian Delegate).
- Каллэн Мулвей — воин
- Кайл Райдаут — офицер.
- Патрик Сабонгуй — пехотинец.
- Уэсли МакИннес[англ.] — охранник ворот.
- Чесни Хоукс — камео (бард в таверне).
- Крис Метцен — камео (торговец в Штормграде).
- Дин Редман — Варис (англ. Varis).

Орда
- Тоби Кеббелл — Дуротан (англ. Durotan), главный герой Орды. Дуротан является благородным вождём клана Северного Волка[11].
- Анна Галвин[англ.] — Дрека (англ. Draka), жена Дуротана и мать их новорождённого сына.
- Пола Паттон — Гарона Полуорчиха (англ. Garona), женщина-полуорк, знает язык людей[11].
- Клэнси Браун — Чернорук Разрушитель (англ. Blackhand), вождь клана Чёрной Горы и предводитель Орды. Ставленик Гул’дана[11].
- Роберт Казински — Оргрим Молот Рока (англ. Orgrim), член клана Северного Волка, лучший друг Дуротана[11].
- Дэниел Ву — Гул’дан (англ. Gul’dan), орочий чернокнижник, владеющий магией Скверны[11].
- Терри Нотари — Громмаш Адский Крик (англ. Grommash), вождь клана Песни Войны.
- Андре Трикоте[англ.] — капитан орков.
- Дэн Пэйн[англ.] — член клана.
- Дин Редман — пленный орк из клана Северного Волка.

Маги Кирин-Тора
- Гленн Клоуз — Алоди (англ. Alodi), первый Хранитель Тирисфаля, заключённый внутри Даларанского артефакта[14][15].
- Тоби Кеббелл — Антонидас (англ. Antonidas), архимаг Кирин-Тора.
- Юджин Липински — Финден (англ. Finden), маг Кирин-Тора.
- Кристина Ястржембская[англ.] — архимаг.
- Фрэнк С. Тёрнер[англ.] — архимаг.
- Дэниел Кадмор — в титрах не указан.

## Производство
В мае 2006 года, компания Legendary Pictures приобрела у Blizzard Entertainment права на съёмки фильма по мотивам серии Warcraft. Обе компании планируют создать кинофильм, который не следовал бы одной из определённых сюжетных линий игр, но действие всё же происходило бы в том же самом фэнтезийном мире. По словам представителя Blizzard Пола Сэмса, бюджет фильма будет составлять более 100 миллионов долларов.
В июне 2007 года председатель Legendary Pictures Томас Талл объявил, что их киностудия тесно работает с дизайнерами и писателями Blizzard, чтобы адаптировать «World of Warcraft» на киноэкран.
За экранизацию игры хотел взяться скандально-известный немецкий режиссёр Уве Болл, известный своими провальными экранизациями компьютерных игр. Он сообщил об этом Полу Сэмсу. На что Пол ему ответил: «Мы не продадим права на фильм, а уж вам и подавно. Поскольку игра добилась огромного успеха, возможно, плохой фильм сильно уменьшит поток новых игроков».
В августе 2007 года на BlizzCon'е, было раскрыто, что фильм готовят к выпуску на 2009 год. Сюжет будет сосредоточен на Альянсе за год до начала сюжета «World of Warcraft». Был также подтверждён бюджет на 100 миллионов долларов, но не было названо ни имя режиссёра, ни имена актёров. Томас Талл сказал, что это будет фильм о войне, а не об отдельных приключениях.
В июле 2009 года стало известно, что режиссёрское кресло компания Legendary Pictures доверила Сэму Рэйми, известному по трилогии «Человек-паук» и классическим фильмам ужасов «Зловещие мертвецы». Кроме него, кинокомпания пригласила продюсера фильма «Тёмный рыцарь» Чарльза Ровена.
В планах Сэма Рэйми — контроль предпродакшна проекта Warcraft и его съёмки сразу после окончания работы над четвёртой частью «Человека-паука». Создатели игры Blizzard Entertainment и кинокомпания Legendary Pictures займутся производством фильма, а студия Warner Brothers будет осуществлять дополнительное финансирование и дистрибуцию.
В 2010 году Сэм Рейми заявил, что персонаж Король-лич не будет присутствовать в сюжете его фильма. По его словам, в фильме планируется показать противостояние Орды и Альянса. Время действия фильма — примерно год до событий игры World of Warcraft. Режиссёр заявил, что главными героями фильма будут абсолютно новые, неизвестные персонажи. В фильме будет идти речь о любви главного героя и героини.
В 2013 году стало известно, что Сэм Рейми ушёл из проекта, и режиссёром фильма стал Данкан Джонс.
Съёмки фильма проходили с 13 января по 23 мая 2014 года — всего 131 день. Постпродакшн составил двадцать месяцев.

## Маркетинг
Первый закрытый показ тизера состоялся на San-Diego Comic-Con 2013. По словам зрителей, в нём была показана встреча человека и орка перед их схваткой. Первые подробности будущего фильма были представлены на BlizzCon 2013, где на презентации создатели и продюсеры фильма показали концепт-арты, а также рассказали подробности сюжета. Новый тизер был показан на панели фильма Comic-Con 2014, где были продемонстрированы как люди, так и орки. Большую часть ролика зрителям демонстрировались пейзажи Азерота. Вторая половина ролика показала лидеров двух противостоящих лагерей: людей и орков.
На ComicCon 2015 был продемонстрирован отрывок будущего фильма. Опубликованный 4 ноября пятнадцатисекундный тизер за первый день набрал более 3 с половиной миллионов просмотров. Официальный трейлер фильма вышел 6 ноября 2015 года.
.

## Критика
Фильм получил преимущественно негативные отзывы от западных кинокритиков. По данным агрегатора рецензий Rotten tomatoes 28 % отзывов из 233 были положительными, а средняя оценка составляет 4,4 из 10. По данным Metacritic средняя оценка фильма — 32 из 100. Его разгромили такие издания как Village Voice, Variety, Rolling Stone, Entertainment Weekly, Washington Post, IndieWire. Среди немногих, кто защищал фильм, был авторы Los Angeles Times и USA Today.
Российские издания были гораздо более благосклонны к фильму: по данным портала «Критиканство», «Варкрафт» получил среднюю оценку 72 из 100. Он получил положительные обзоры от изданий Канобу, КГ-Портал, Мир фантастики, Газета.ru, Ведомости и многих других, и только три резко отрицательные рецензии. Пользовательский рейтинг фильма на IMDb составляет 7 из 10.

## Прокат и сборы
Первоначально дата выхода в прокат была назначена на 18 декабря 2015 года, но в связи с выходом на экраны фильма «Звёздные войны: Пробуждение силы» её перенесли на 11 марта 2016 года, а затем на 25 мая 2016 года.
Общие сборы фильма «Варкрафт» во всем мире составляют 439 млн долларов (47,4 млн на территории Северной Америки и 391,7 млн за её пределами). Тем самым «Варкрафт» стал первым и единственным из фильмов, основанных на видеоиграх, сборы которого превысили порог в 400 млн долларов, побив рекорд фильма «Принц Персии: Пески времени» — 336,4 млн долларов. С учётом разных факторов, влияющих на прибыльность (доля от сборов в Китае, расходы на маркетинг, доходы от побочной продукции), аналитики считают, что фильм не полностью провалился, но и не принёс прибыли.
С 14 по 25 мая 2018 года проходил аукцион, где распродавались участвовавшие в фильме предметы — доспехи Андуина Лотара, Короля Ллейна Ринна, карты мира и прочее.
В июле 2019 года компания Prop Store провела второй аукцион, на котором был распродан последний оставшийся реквизит со съемочной площадки.

## Награды и номинации
| Награды                       | Даты номинации  | Категория                                                            | Получатели и кандидаты                                                    | Результат | Ссылки |
| ----------------------------- | --------------- | -------------------------------------------------------------------- | ------------------------------------------------------------------------- | --------- | ------ |
| Энни                          | 4 февраля, 2017 | Лучшие анимированные эффекты в реальном времени                      | Джон Хансен, Джордж Курувилла, Алексис Холл, Гордон Чепмен и Бен О’Брайен | Номинация |        |
| Энни                          | 4 февраля, 2017 | Лучшая анимация персонажей в реальном времени                        | Орки — Хэл Хикель, Парк Джи Янг, Кай-Хуа Лан, Седрик Ло и Кимхуат Оой     | Номинация |        |
| Visual Effects Society Awards | 7 февраля, 2017 | Лучшая анимационная производительность в фотореалистичном исполнении | Дуротан — Солнечный Вэй, Брайан Кантуэлл, Брайан Пайк и Парк Джи Янг      | Номинация | [ 41 ] |

## Продолжение
В соответствии с открытым для возможных продолжений финалом фильма Данкан Джонс выразил интерес к работе над сиквелом, который вероятно, будет адаптирован из сюжета игры «Warcraft II: Tides of Darkness», второй видеоигры во франшизе.
18 июня 2018 года Данкан Джонс написал в Твиттере, что шансы Warcraft получить продолжение «не вызывают оптимизма».